# Квач (гра)

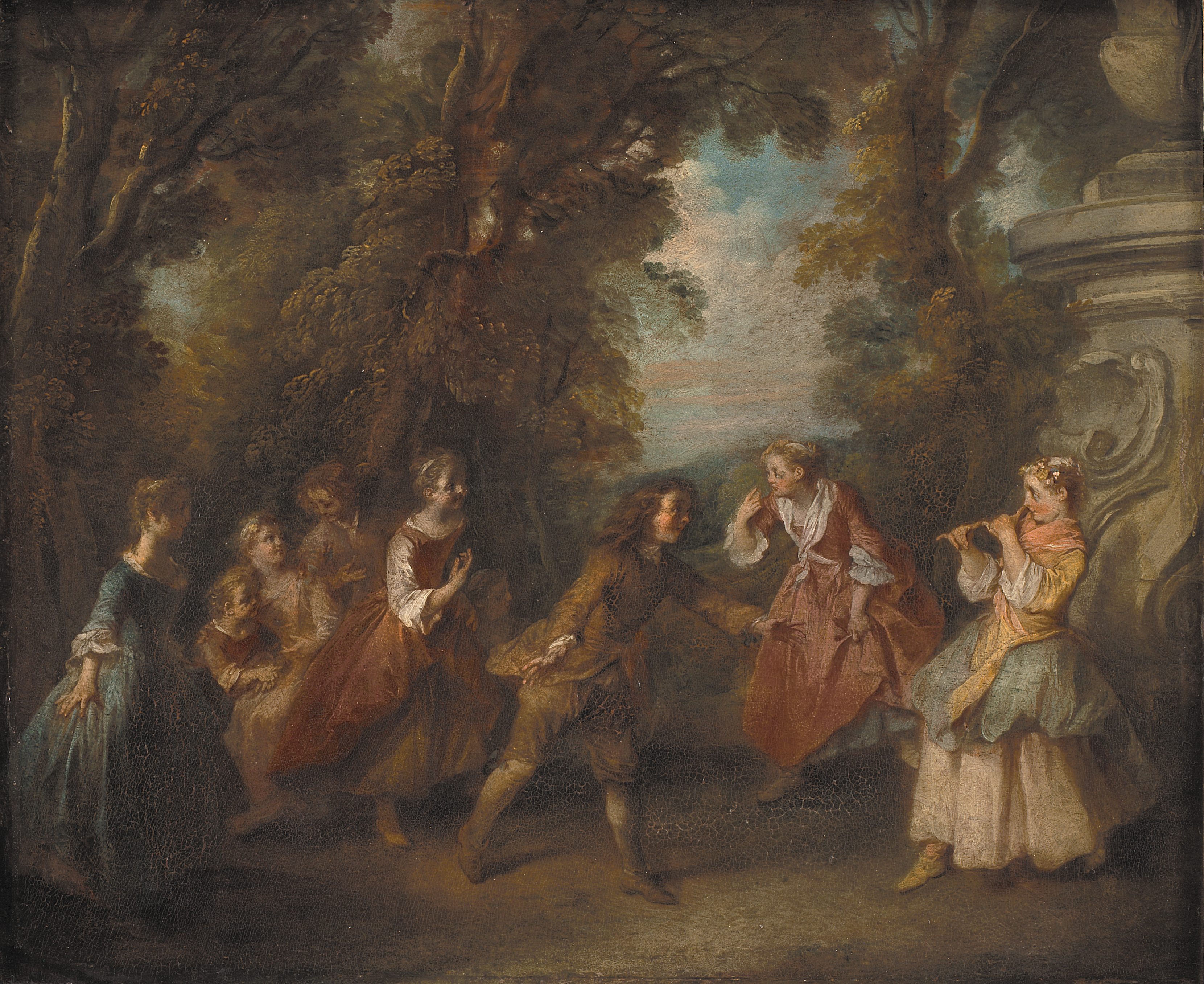
Ніколя Ланкре Діти грають просто неба (XVIII ст.)

Квач — поширена дитяча рухлива гра, в якій потрібно влучити м'ячем у втікача або, наздогнавши його, торкнутися рукою. Має безліч варіантів. Назва гри походить від «квача» — пучка клоччя на ручці, який первісно використовували для гри замість м'яча.

## Назви гри
У деяких місцевостях ця гра відома під іншими назвами: кеч (Київ, Київська обл.), латки (латка), лованки, лови (Львівська обл.), цурики (Рівне), дід (Донецька обл.), сало (Одеса), догоняшки (Севастополь), калдун (Хмельницький).

## Правила гри

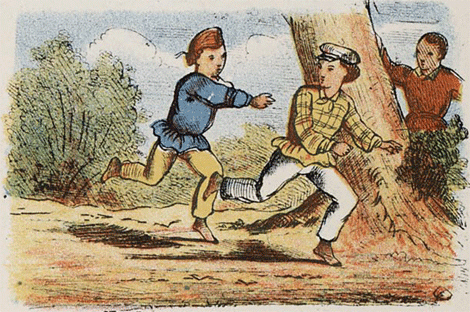

Найбільш поширений варіант квача, у якому ведучий квачить учасників безпосередньо рукою, а вони можуть тільки втікати від нього. Обирається ведучий — «квач» (зазвичай, за допомогою лічилки). Обраний «квач» починає лічити голосно: «Раз, два, три!», а на рахунок «три» біжить за іншими учасниками, намагаючись доторкнутись до одного з них рукою («поквачити»). Якщо це вдається, то «квачем» стає той, до кого доторкнулись. Він голосно оголошує: «Я — квач!» і тільки після цього він може бігти і поквачувати.

## Варіанти гри
Разом зі звичайним квачем, існує ще варіанти гри з іншими способами поквачення й уникання цього.

### «Квачу, бери стрічку!»
Учасники стоять у колі. Кожний отримує стрічку, прив'язує її на пояс. У центр кола постає «квач», у нього стрічки немає. На рахунок: «Три!» гравці розбігаються по всьому майданчику, а «квач» наздоганяє їх і намагається зняти з них стрічки. Гравець, який залишається без стрічки, ненадовго виходить з гри. Потім учасники стають у коло, а «квач» підраховує кількість знятих стрічок і повертає їх гравцям. Гра повторюється з новим «квачем» 3 — 4 рази. Наприкінці гри відзначають найвправнішого «квача».

### Квач з м'ячем
Квач з м'ячем відрізняється від звичайного квача тим, що ведучий-«квач» квачить учасників не рукою, а м'ячиком («квачиком»). За відсутності м'яча за квачик може уживатися будь-який м'який предмет (губка, ганчірка).
Інші варіанти квача з м'ячем: І. При невеличкій кількості гравців (до 7 осіб) може гратись такий варіант. Гравці домовляються, що «квач» має поквачити всіх учасників. Поквачений останнім вважається переможцем. Водить перший кін той, хто був поквачений першим.
II. Усі гравці вільно бігають по майданчику. Вибирається «квач», який тримає в руках м'яч. «Квач» намагається м'ячем поквачити кого-небудь із гравців. Поквачений м'ячем гравець стає новим «квачем». Якщо м'яч не влучив ні в одного з гравців, то будь-хто з них бере м'яч і всі гравці починають перекидати його між собою. М'яч перекидають доти, поки «квач» не доторкнеться до нього. Він бере м'яч і намагається знову поквачити когось із гравців. Виграють ті, хто жодного разу не був «квачем». Правила: 1) гравці можуть бігати лише в межах майданчика; 2) передавати м'яч гравці можуть тільки одному з партнерів; 3) м'яч передавати не можна вище рук «квача»; 4) квачити можна лише нижче пояса; 5) гравець не вважається покваченим, якщо м'яч відскочив від поверхні майданчика.

### Квач з присіданням
У квачу з присіданням ведучий-«квач» може квачити гравця тільки тоді, коли він біжить. Якщо гравець встиг присісти, квачити його вже не можна. Це уможливлює виручитися присіданням у найнебезпечніший момент.

### «Клишоногий» квач
Інша назва — «вище-ноги-від-землі». Клишоногий квач має таку особливість: «квач» не може квачити того учасника ноги якого не торкаються землі. Гравці можуть це робити різними способами: лягаючи на спину або живіт і підіймачи ноги догори; забираючись на підвищене місце (лаву, паркан); повиснувши на перекладині або гілці тощо. Правила гри: гравець не може довго знаходитися у такому стані; учасники не можуть водночас знаходитися у такому стані; «квачу» не можна «чатувати» гравця, який підняв ноги.

### «Квачу, дай руки!»
Призначають одного ведучого — «квача», решта гравців вільно бігають по майданчику. «Квач» намагається поквачити їх; гравець, що рятується від «квача», підбігає до першого-ліпшого з граючих, бере його за руки, і вони зупиняються, стоячи обличчям один до одного. Якщо гравці стоять у такому положенні, «квач» не може їх поквачити. Якщо «квач» наздогнав гравця, вони міняються ролями. Правило: не дозволяється довго стояти в парі.

### «Принеси прапор»

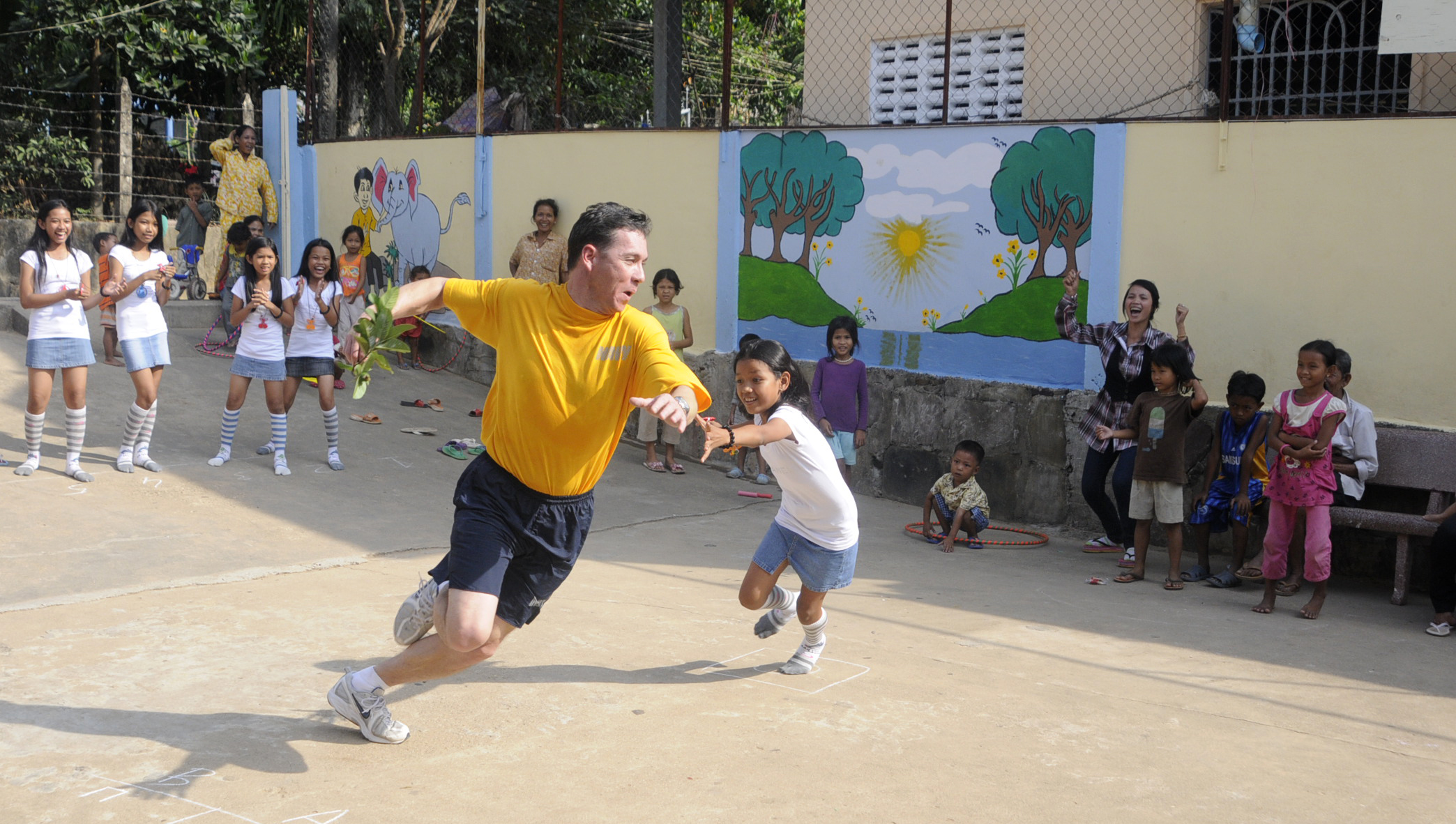
Гра у звичайний квач. Камбоджа

На майданчику креслять дві паралельні лінії, відстань між якими 1-2 м — це «нейтральна територія», відповідно, протилежні частини належать одній і другій командам-суперникам. Всі гравці діляться на дві команди. Кожна команда на відстані 10-15 кроків від «нейтральної території» (на своєму полі) встановлює прапор і окреслює місце його встановлення колом із радіусом приблизно 1-2 м. Один гравець із команди буде захищати прапор («стояти на варті»), але підходити до нього ближче, ніж на 1-2 м (за межу накресленого кола) не має права. Завдання кожної команди: здобути прапор противників, при цьому зберегти свій. Коли гравець забігає на «чуже» поле, його можуть поквачити (доторкнутися рукою). Після цього він залишається стояти на місці доти, поки хтось зі «своїх» його не «розморозить» (доторкнеться рукою). Гра закінчується тоді, коли гравці однієї з команд принесуть прапор противників на свою територію. Правила: 1) гравцям команди, захищаючи свій прапор, не можна переступати лінію кола навколо прапора; 2) гравець із команди-суперника, який добіг до прапора, вважається недоторканим (його не можуть поквачити) доти, поки він стоїть в колі навколо прапора; 3) поквачений гравець не може йти з місця доти, поки його не «розморозить» член його ж команди; 4) на нейтральній території можуть знаходитися гравці як однієї, так і другої команд.

## Подібні ігри
Деяку схожість з простим квачем має старовинна народна гра «веребей» («горобець»), яка побутувала у східних слов'ян. Учасники утворюють коло, всередині — «веребей». Коло швидко рухається, всі співають, плескаючи в долоні:
|  | Киш, киш, веребей, Не клюй конопель. Мої конопельки, Дрібні, зелененькі, У вірчики в'ються, Самі не беруться, Братись не даються |

«Веребей» кидається на учасників, які стоять у колі, і вони розбігаються. Той, кого «веребей» зловить, займає його місце, і гра починається знову.